# Ernildo Stein
Ernildo Jacob Stein, conhecido como Ernildo Stein (Santa Rosa, 12 de julho de 1934), é um filósofo, professor e escritor brasileiro. 
Atua principalmente nos temas fenomenologia, antropologia, Heidegger, círculo hermenêutico e método.

## Carreira
Graduou-se em Filosofia (1964) e Direito (1965) na Universidade Federal do Rio Grande do Sul, doutorou-se em Filosofia pela Universidade Federal do Rio Grande do Sul (1968) e realizou estágios pós-doutorais na Universidade de Erlangen-Nuremberg (1972), na Universidade de Heidelberg (1981), na Universidade de Freiburg (1990), na Universidade de Frankfurt (1992), na Universidade de Münster (1995) e na Universidade de Wuppertal (2000).
Lecionou na Universidade Federal do Rio Grande do Sul. Atualmente é professor da Pontifícia Universidade Católica do Rio Grande do Sul.

### Artigos completos publicados em periódicos
- Breves considerações históricas sobre as origens da filosofia no direito. Revista do Instituto de Hermenêutica Jurídica, v. 1, p. 97-110, 2007.
- Uma outra Faculdade de Filosofia. Conjectura, Caxias do Sul / EDUCS, v. 8, n. 1, p. 7-31, 2004.
- Em busca da linguagem para um dizer não-metafísico. Natureza humana, PUC-SP, v. 6, n. 1, p. 289-304, 2004.
- O que é filosofia? Ihu On Line, São Leopoldo, 2003.
- Memória e esquecimento do ser. Ihu On Line, São Leopoldo, 2003.
- Ir ao encontro e não tratar como objeto: educação nas raízes da solidariedade. Filosofazer, Passo Fundo, v. 21, p. 18, 2002.
- Martin Heidegger 1998: Heráclito. Natureza Humana, São Paulo, v. II, p. 441-445, 2001.
- Possibilidades da antropologia filosófica a partir da analítica existencial. Veritas, Porto Alegre, v. 45, p. 37-50, 2000.
- O incontornável como inacessível - uma carta inédita a M. Heidegger. Natureza Humana, São Paulo, v. 1, p. 231-250, 2000.
- A desconstrução do eu: a Zerlegung de Freud e a Auslegung de Heidegger. Veritas, Porto Alegre, v. 44, n. 1, p. 61-76, 1999.
- O incontornável como o inacessível - uma carta inédita de M. Heidegger. Natureza humana, São Paulo, v. 1, n. 2, p. 231-250, 1999.
- Regime de constituição de objetos e deconstrução da relação de objeto. Veritas, Porto Alegre, v. 43, n. 1, p. 109-133, 1998.
- Bases analítico-existenciais da desconstrução e da desobjetificação: consequüências para psicanálise. Problemata, João Pessoa, v. 1, n. 1, p. 9-24, 1998.
- Mundo da vida: problema epistemológico ou questão histórica. Veritas, Porto Alegre, v. 42, p. 05-11, 1997.
- Anamorfose e profundidade: as armadilhas da interpretação. O que nos faz pensar?, Rio de Janeiro, v. 2, n. 10, p. 25-36, 1996.
- Acerca do dito e do dizer. Filósofos, Goiânia, v. 1, p. 3-15, 1996.

### Livros publicados/organizados ou edições
- Às voltas com a metafísica e a fenomenologia. 1. ed. Ijuí; Editora Unijuí, 2014. 200 p.
- Analítica existencial e psicanálise: Freud, Binswanger, Lacan, Boss - Conferências. 1. ed. Ijuí: Editora Unijuí, 2012. v. 1. 184 p.
- As ilusões da transparência. 1. ed. Ijuí: Editora Unijuí, 2012. v. 1. 192 p.
- Inovação na filosofia. 1. ed. Ijuí: Editora Unijuí, 2011. v. 1. 136 p.
- Pensar e errar: um ajuste com Heidegger. 1. ed. Ijuí: Editora Unijuí, 2011. v. 1. 280 p.
- Seis estudos sobre Ser e Tempo. 3. ed. Petrópolis: Editora Vozes, 2006. v. 3. 149 p.
- Sobre a verdade. Ijuí: Unijuí, 2006. 328 p.
- Pensar é pensar a diferença. 2. ed. Ijuí: Unijuí, 2006. v. 1. 196 p.
- Mundo Vivido: Das vicissitudes e dos usos de um conceito da fenomenologia. 1. ed. Porto Alegre: EDIPUCRS, 2004. v. 1. 193 p.
- Exercícios de Fenomenologia - limites de um paradigma. 1. ed. Ijuí: Editora Unijuí, 2004. v. 1. 352 p.
- Aproximações sobre Hermenêutica. 2. ed. Porto Alegre: EDIPUCRS, 2004. 115 p.
- A Cidade de Deus e a Cidade dos Homens - de Agostinho a Vico. 1. ed. Porto Alegre: Edipucrs, 2004. v. 1. 830 p.
- Nas proximidades da antropologia. 1. ed. Ijuí: Editora Unijuí, 2003. v. 1. 296 p.
- Pensar é pensar a diferença: filosofia e conhecimento empírico. 1. ed. Ijuí: Unijuí, 2002. v. 1000. 200 p.
- Introdução ao pensamento de Martin Heidegger. 1. ed. Porto Alegre: EDIPUCRS, 2002. v. 1000. 205 p.
- Uma breve introdução à filosofia. 1. ed. Ijuí: Unijuí, 2002. v. 1000. 224 p.
- Compreensão e finitude. Ijuí: Unijuí, 2001. v. 1. 418 p.
- Diferença e metafísica. Porto Alegre: EDIPUCRS, 2000. v. 1. 293 p.
- História e ideologia. Porto Alegre: Movimento, 1999. v. 1. 70 p.
- A Caminho de uma fundamentação pós-metafísica. 1. ed. Porto Alegre: EDIPUCRS, 1997. v. 1. 163 p.
- Anamnese - a filosofia e o retorno do reprimido. 1. ed. Porto Alegre: EDIPUCRS, 1997. v. 1. 175 p.
- Epistemologia e crítica da modernidade. 2. ed. Ijuí: UNIJUI, 1997. v. 1. 107 p.
- Lições sobre ética. 1. ed. Petrópolis: Vozes, 1997. v. 1. 429 p.
- Introdução - A propedêutica lógico-semântica de Ernest Tugendhat. 1. ed. Petrópolis: Vozes, 1997. v. 1. 170 p.
- Waisenkinder der Utopie. Die Melancholie der Linken. 1. ed. Münster: CeLA, 1997. v. 1. 82 p.
- Aproximações sobre hermenêutica. 1. ed. Porto Alegre: EDIPUCRS, 1996. v. 1. 112 p.
- Órfãos de utopia - melancolia da esquerda. 2. ed. Porto Alegre: UFRGS, 1996. v. 1. 103 p.
- Seminário sobre a verdade: lições introdutórias para a leitura do parágrafo 44 de Ser e tempo. 1. ed. Petrópolis: Vozes, 1993. v. 1. 343 p.
- Racionalidade e existência: uma introdução à filosofia. 1. ed. Porto Alegre: L&PM, 1988. v. 1. 119 p.
- Crítica da ideologia e racionalidade. 1. ed. Porto Alegre: Movimento, 1987. v. 1. 117 p.
- A questão do` método na filosofia. 3. ed. Porto Alegre: Movimento, 1983. v. 1. 170 p.
- Instauração do sentido. 1. ed. Porto Alegre: Movimento, 1977. v. 1. 117 p.
- Melancolia: ensaios sobre a finitude no pensamento ocidental. 1. ed. Porto Alegre: Movimento, 1976. v. 1. 125 p.